# هوشنگ الهیاری
هوشنگ الهیاری روانپزشک و فیلم‌ساز اهل ایران است که در کشور اتریش زندگی می‌کند.
او در وین در رشتهٔ پزشکی تحصیلاتش را به پایان رساند و سال‌ها به عنوان روان‌پزشک در زندان‌ها و مراکز درمانی کار می‌کرد. وی فیلم‌سازی را در سال ۱۹۷۰ میلادی با ساختن فیلم‌های کوتاه آغاز کرد، عشق من، وین، از فیلم‌های بلند داستانی او با بازی فریدون فرخزاد در سال ۱۹۹۱ به نمایش درآمد و با اقبال تماشاگران و منتقدان مواجه شد. متولد آبسوردستان (۱۹۹۹) یکی دیگر از آثار مطرح اوست. هوشنگ الهیاری در فیلم‌هایش به سرنوشت پناهجویان و مهاجران توجه خاص دارد.
وی مجموعه‌ای از یادگارها، جوایز و دیپلم‌های هنری و سینمایی خود را به موزه سینما سپرد.